# Kurów (okres Puławy)
Kurów je město ve východním Polsku v Lublinském vojvodství v okrese Puławy. Leží přibližně 30 km severozápadně od Lublinu na křižovatce dálkových silnic č. 12 a 17 a protéká jím říčka Kurówka. V roce 2021 zde žilo 2 617 obyvatel. V Kurowě se roku 1923 narodil bývalý polský prezident Wojciech Jaruzelski.

## Historie
První zmínka o lokalitě pochází z 20. ledna 1185 a nachází se v dokumentu mazovského knížete Leška. Hovoří se tam o existenci kostela sv. Jiljí. V letech 1442-1870 byl Kurów město (v období 1456-1465 byl sídlem kurówského okresu). Po třetím dělení Polska se město ocitlo na území Západní Haliče pod vládou Rakouska. Městská práva obec ztratila v rámci restrikcí za účast obyvatel v lednovém povstání roku 1863, navrácena byla 1. ledna 2025.